# 니카이 도시히로
니카이 도시히로(일본어: 二階俊博, 1939년 2월 17일 ~ )는 일본의 정치인으로, 자유민주당 소속 중의원 의원(13선)이다. 전 자유민주당 간사장이며, 자민당 내 파벌인 지수회의 회장이다.
경제산업대신, 운수대신, 홋카이도 개발청 장관, 보수당 간사장, 자유민주당 총무회장 등을 역임했고, 중의원 의원을 12번 연임했다.
자유민주당 내 대표적인 '친한파' 정치인이며, 한일의원연맹의 간사를 맡고 있다. 일본 전국여행업협회 회장이기도 하다.

## 생애

### 어린 시절
1939년 2월 17일 와카야마현 고보시에서 와카야마 현의회 의원 니카이 슌스케(二階俊太郎)와 의사 니카이 기쿠에의 아들로 태어났다. 고보소학교와 고보중학교를 졸업하고, 미사와카야마 현립 히다카고등학교에서 생도회장(학생회장)을 역임했다. 1957년 주오 대학 법학부 정치학과에 입학했다.

### 정치 입문과 초기 활동
대학 졸업 후 시즈오카현 중의원 의원과 건설대신(1958~1959)을 지낸 엔도 사부로(遠藤三郎, 1904~1971)의 비서로 정계에 입문했다. 1975년 4월 와카야마현 의회 선거에 출마하여 당선되었고, 두 차례 현의회 의원을 지냈다.
1983년 제37회 중의원 총선거에서 구(舊) 와카야마현 제2구에 출마하여 2위로 당선되었고, 이후 같은 선거구에서 3회 더 당선되었다.
1990년 제39회 중의원 선거에 당선된 직후, 제2차 가이후 내각의 운수정무차관에 취임했다.

### 자민당 탈당 이후

#### 오자와 이치로의 측근
1993년 미야자와 내각에 대한 불신임안에 찬성하고 자유민주당을 탈당했다. 오자와 이치로와 함께 신생당(新生党) 창당에 참여했으며, 총선 이후 출범한 호소카와 내각에서 다시 운수정무차관이 되었다.
신생당 정권인 하타 내각이 퇴진한 뒤 신진당(新進党) 창당에 참여했으며, 1996년 제41회 중의원 의원 총선거에서 새로 생긴 와카야마현 제3구에 출마하여 자민당 현역 의원 노다 미노루(野田実)를 꺾고 5회 연속 당선에 성공했다.
1998년 신진당 분당 이후 오자와 이치로의 측근으로 자유당 창당에 참여했으며, 자유당 국회대책위원장으로서 자유민주당과의 연립정권 수립에 기여했다.
1999년 10월 들어선 오부치 제2차 개조내각에서 운수대신 겸 홋카이도 개발청 장관에 취임하며 처음으로 입각했다.

#### 보수당 활동
자유당의 정책이 반영되지 않으면 자민당과의 공조를 파기해야 한다고 주장한 오자와 이치로 등 연립 이탈파와 결별하고, 2000년 4월 노다 다케시(野田毅)와 오기 지카게(扇千景) 등 연립 잔류파와 함께 보수당을 창당했다. 자민당-공명당-보수당 연립정권에 참여, 오부치 내각에 이은 제1차 모리 내각에서 운수대신에 유임됐다.
2000년 7월 운수대신에서 물러난 뒤, 보수당 국회대책위원장에 취임했고, 2001년 보수당 간사장이 되었다.
2002년 보수당을 계승한 보수신당에서도 간사장을 맡았으나, 보수신당은 2003년 11월 제43회 중의원 의원 총선거에서 당 대표 구마가이 히로시(熊谷弘)가 낙선하는 등 참패하고 자유민주당에 흡수되었다.

### 자유민주당 복당 이후

#### 자민당 총무국장
약 10년 만에 자민당에 복당한 뒤, 보수신당 출신 의원들을 모아 '새로운 물결(新しい波)'이라는 당내 파벌을 결성했다.
2004년 9월 자민당 총무국장에 임명되었다. 2005년 5월 당시 총리인 고이즈미 준이치로의 뜻에 따라 중의원 내 우정민영화 법안을 심의하는 특별위원회 위원장에 취임하여, 우정민영화 법안의 중의원 통과에 기여했다.

#### 경제산업대신
2005년 9월 제44회 중의원 의원 총선거에서 8선에 성공하고, 2005년 10월 출범한 제3차 고이즈미 개조내각에 경제산업대신으로 입각했다. 2006년 8월 아시아 경제장관 회의에서 동아시아 포괄적 경제 파트너십 등 아시아 지역의 경제협력협정(EPA)를 제안하는 "니카이 이니셔티브"를 주창했다.
2006년 9월 고이즈미에 이어 아베 신조가 자민당 총재에 취임한 뒤, 자민당 국회대책위원장으로 임명되었다.

#### 자민당 총무회장
2007년 8월 자민당 집행부의 요직인 총무회장에 올랐다. 2007년 9월 자민당 간사장 아소 다로가 총재 선거에 출마하면서 선거기간 동안 간사장 업무를 대행했다. 같은 해 9월 24일 후쿠다 야스오가 총재에 취임한 이후에도 총무회장에 유임되었다.
2008년 8월 총무회장을 사퇴하고 후쿠다 야스오 개조 내각에 경제산업대신으로 입각했다. 같은 해 9월 24일 출범한 아소 내각에서도 경제산업대신으로 재임명되었다.

#### 자민당 선거대책국장
2009년 8월 제45회 중의원 의원 총선거에서 9선에 성공했지만, 자신의 파벌 내 중의원들이 모두 재선에 실패하면서 파벌을 해체하고, 지수회(당시 이부키 분메이의 파벌)에 합류했다. 같은 해 10월 자민당의 초대 선거대책국장이 되었다.
같은 해 12월 니시마츠건설 사건에 연루되어 정책 비서가 정치자금규정법 위반으로 기소되자 선거대책국장에서 물러났다.

#### 지수회 회장
2012년 12월 이부키 분메이가 중의원 의장에 취임하며 지수회 회장직을 내놓았고, 니카이가 후임 회장이 되면서 지수회는 니카이의 파벌이 되었다.
2013년 중의원 예산 위원장에 취임, 제2차 아베 신조 내각의 예산안을 사상 최단 기간에 통과시키는 데 중요한 역할을 했다.
2014년 9월 제2차 아베 신조 개조 내각 출범한 뒤, 다시 자민당 총무회장이 되었다. 당3역은 파벌을 탈퇴하는 관행에 따라 지수회 회장직을 내놓았지만, 회장은 공석으로 두고 가와무라 다케오가 회장직을 대행했다.

#### 자민당 간사장
20016년 8월 3일 제3차 아베 신조 제2차 개조내각이 출범한 뒤, 자전거 사고로 입원한 다니가키 사다카즈의 후임으로 자민당 간사장에 취임했다. 이때 니카이의 나이는 77세 5개월로 역대 자민당 간사장 중 최고령 취임이었다. 2020년 9월 8일, 간사장으로서 통산 재직 일수가 1,498일이 되면서 다나카 가쿠에이(1,497일) 넘어 자민당 역사상 최장수 간사장이 되었다.
2020년 9월 아베 신조가 건강상 이유로 총리대신과 자민당 총재직의 사퇴 의사를 밝힌 뒤, 가장 먼저 스가 요시히데 지지를 표명했고, 같은 해 9월 16일 스가 내각이 들어선 이후에도 간사장으로 유임되었다가 2021년 10월 1일에 사임을 했다.

## 정책과 정치 활동

### 한국 관련 활동

#### 야스쿠니 신사 문제
야스쿠니 신사 문제로 한일 관계가 악화되는 것에 대해 비판적이며, A급 전범의 위패를 분사하거나 별도의 국립추도시설을 설립하는 등의 방안을 검토해야 한다는 입장이다. 2014년 10월 22일 도쿄에서 강연을 하며, 정부 각료의 야스쿠니 참배로 인한 한일, 중일 갈등에 대해 "해결책을 생각하지 않으면 안된다", "중국, 한국과 손을 잡고 가려는 노력을 하지 않으면 안된다"면서 대책 마련을 촉구했다.

#### 김충선 기념비 건립
2010년 자신의 지역구인 와카야마현 와카야마시의 기슈 동조궁(紀州東照宮) 신사에 임진왜란 항왜 장수 김충선(金忠善, 일본명 사야카)을 기리는 기념비를 세우는 사업에 참여하고 비문도 직접 작성했다. 이 사업에 참여한 동기에 대해 니카이는 "증오를 우호로 바꾸고 싶었기 때문"이라며, "일본이 반성하고 속죄할 수 있고 진정한 일한(한일) 양국의 신뢰를 위해서 노력할 수 있다는 마음의 표현으로 받아들여달라"고 설명했다.

## 역대 선거 결과
|  | 0% |

|  | 0% |

|  | 20.9% |

|  | 21.2% |

|  | 20.4% |

|  | 38.6% |

|  | 49.24% |

|  | 63.08% |

|  | 78.37% |

|  | 66.42% |

|  | 52.06% |

|  | 60.43% |

|  | 76.50% |

|  | 72.95% |

|  | 69.34% |

## 같이 보기
- 지수회